# Grünkohlessen

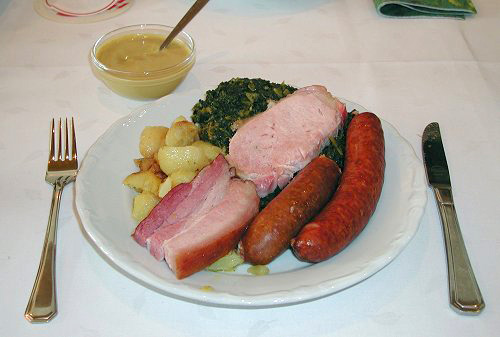
Jarmuż z bratkartoflami, kiełbasą, schabem i boczkiem

Grünkohlessen (pl. „jedzenie jarmużu”) – zwyczaj istniejący w wielu regionach północnych Niemiec i Holandii, a także w niektórych częściach Skandynawii.
Jarmuż zbierano wcześniej po pierwszym jesiennym mrozie, zawarte w nim gorzkie substancje są następnie neutralizowane. Końcem sezonu był tradycyjnie Wielki Czwartek przed Wielkanocą. Obecnie stosuje się nowsze odmiany, które można zbierać już od września.
Tradycyjnie zimowy posiłek poprzedzony jest „wycieczką jarmużową”. Zazwyczaj jest to wycieczka przyrodnicza, której celem jest zajazd, w którym serwowany jest jarmuż. Podczas wędrówki uczestnicy grają w gry terenowe, takie jak Boßeln lub Klootschießen. Aby wzmocnić i zabezpieczyć się przed często mroźnymi temperaturami, w wózku znajduje się wystarczająca ilość napojów alkoholowych. W gospodzie podawany jest gotowany jarmuż z bratkartoflami lub gotowanymi ziemniakami oraz kiełbasą. Popularnymi dodatkami są również schab wędzony lub peklowany i boczek.
Posiłek z jarmużem kończy się ogłoszeniem „Jarmużowego Króla” lub „Jarmużowej Pary Królewskiej”. Do przyznania godności królewskiej stosuje się różne metody. Albo oceniana jest liczba porcji zjedzona przez każdego uczestnika, określana jest waga uczestników przed i po posiłku, albo oceniane są wyniki gier rozegranych podczas wycieczki, według tajnych i niezbyt poważnych kryteriów. Król lub para królewska są odpowiedzialni za zorganizowanie posiłku jarmużowego w następnym roku.